# أبو سالم
أبو سالم (بالهندية: अबु सालेम؛ بالإنجليزية: Abu Salem) هو إرهابي هندي، ولد في 1968 في منطقة أعظم كره في الهند.